# Victor Leandro Bagy
Victor Leandro Bagy, mer känd som Victor, född 21 januari 1983 i Santo Anastácio, är en brasiliansk fotbollsspelare som har spelat för Série A-klubben Atlético Mineiro sedan sommaren 2012. Han har skrivit kontrakt till och med sommaren 2019 och slutade karriären 1 mars 2021.
Victor debuterade för Atlético Mineiro den 8 juli 2012 i en 2–0-hemmaseger över Portuguesa.
Hans landslagsdebut för Brasilien kom den 10 augusti 2010 i en 0–2-förlust mot USA.

## Meriter
Paulista
- Copa do Brasil: 2005

Grêmio
- Campeonato Gaúcho : 2010

Atlético Mineiro
- Campeonato Mineiro: 2013
- Copa Libertadores: 2013

Brasilien
- FIFA Confederations Cup: 2009